# Spice Girls
A Spice Girls minden idők egyik legsikeresebb lányegyüttese. Tagjai: Melanie Brown, Victoria Beckham, Emma Bunton, Melanie Chisholm és Geri Halliwell.
A feminizmus harmadik hullámának kibontakozása idején kerültek rivaldafénybe. A dalaik szövegei gyakran emelték ki többek között a nők önállóságának, függetlenségének, erejének, illetve az egymás iránt tanúsított szolidaritásuk (nővériség) fontosságát. Hozzájuk fűződik a Bikini Kill punk-rock banda által 1991-ben kitalált girl power szlogen bevezetése a szélesebb köztudatba.

## Története
1996 nyarán írták alá a szerződést a Virgin Records-szal és adták ki az első kislemezüket, a Wannabe-t. Ezzel az 1990-es évek tini pop úttörői lettek a Take That-tel és Backstreet Boys-zal. Első albumuk a Spice, amely november 4-én jelent meg, több mint 23 millió példányban kelt el világszerte. Az együttes menedzsere Simon Fuller volt. A Top of the Pops magazin az együttes minden tagjának egy-egy alias nevet adott, amelyet a média és az együttes tagjai is egyaránt elfogadtak: Melanie Brown – Scary Spice, Victoria Beckham – Posh Spice, Emma Bunton – Baby Spice, Melanie Chisholm – Sporty Spice, Geri Halliwell – Ginger Spice.
Második albumuk 1997. november 3-án jelent meg Spiceworld címmel, az album dalai az azonos című filmben is hallhatóak.
1998. május 31-én Geri Halliwell bejelentette, hogy kilép az együttesből. A lány ügyvédje a következő szavakat tolmácsolta: Sajnos szeretném megerősíteni, hogy Geri elhagyta a Spice Girls-t. Ez azért van, mert nagy a különbség köztük. Biztos vagyok benne, hogy az együttes továbbra is sikeres lesz. Később Geri szólókarrierbe kezdett, kiadta Schizophonic című albumát. Az együttes többi tagja pedig, immár Geri nélkül, 1998 karácsonyán kiadta a Spice Girls harmadik albumának, a Forever-nek az első kislemezét, a Goodbye-t, de ekkoriban már a többiek is szólókarrierüket építették (kisebb-nagyobb sikerrel).
1999. július 4-én Victoria férjhez ment David Beckhamhez, és első gyermeküket várta, Melanie Brown is terhes lett Eddie Murphytől, aki sokáig nem fogadta el saját gyermekének Melanie kislányát, Melanie Chisholm pedig kiadta első kislemezét Northern Star címmel.
2007. június 28-án egy sajtótájékoztatón bejelentették visszatérésüket, a nagy visszatérés a The Return of a Spice Girls turnéval indult, amelyre 38 másodperc alatt keltek el a jegyek.
A 2012-es londoni nyári olimpia záróünnepségének alkalmából egy fellépés erejéig ismét színpadra léptek.
2016-ban a "Wannabe" 20. évfordulójának alkalmából újra összeállt a Spice Girls, de immáron Melanie Chisholm és Victoria Beckham nélkül.
2018. november 5-én a Spice Girls bejelentette 2019-es angliai turnéját. A koncerteken Victoria Beckham nem vesz részt.
A Spice Girls világszerte több mint 85 millió lemezt adott el.

## Albumok
- 1996: Spice
- 1997: Spiceworld
- 2000: Forever
- 2007: Greatest Hits

## Fordítás
- Ez a szócikk részben vagy egészben  a   Spice Girls című angol Wikipédia-szócikk fordításán alapul.  Az eredeti cikk szerkesztőit annak laptörténete sorolja fel. Ez a jelzés csupán a megfogalmazás eredetét és a szerzői jogokat jelzi, nem szolgál a cikkben szereplő információk forrásmegjelöléseként.